# محطة ويلفا للطاقة النووية

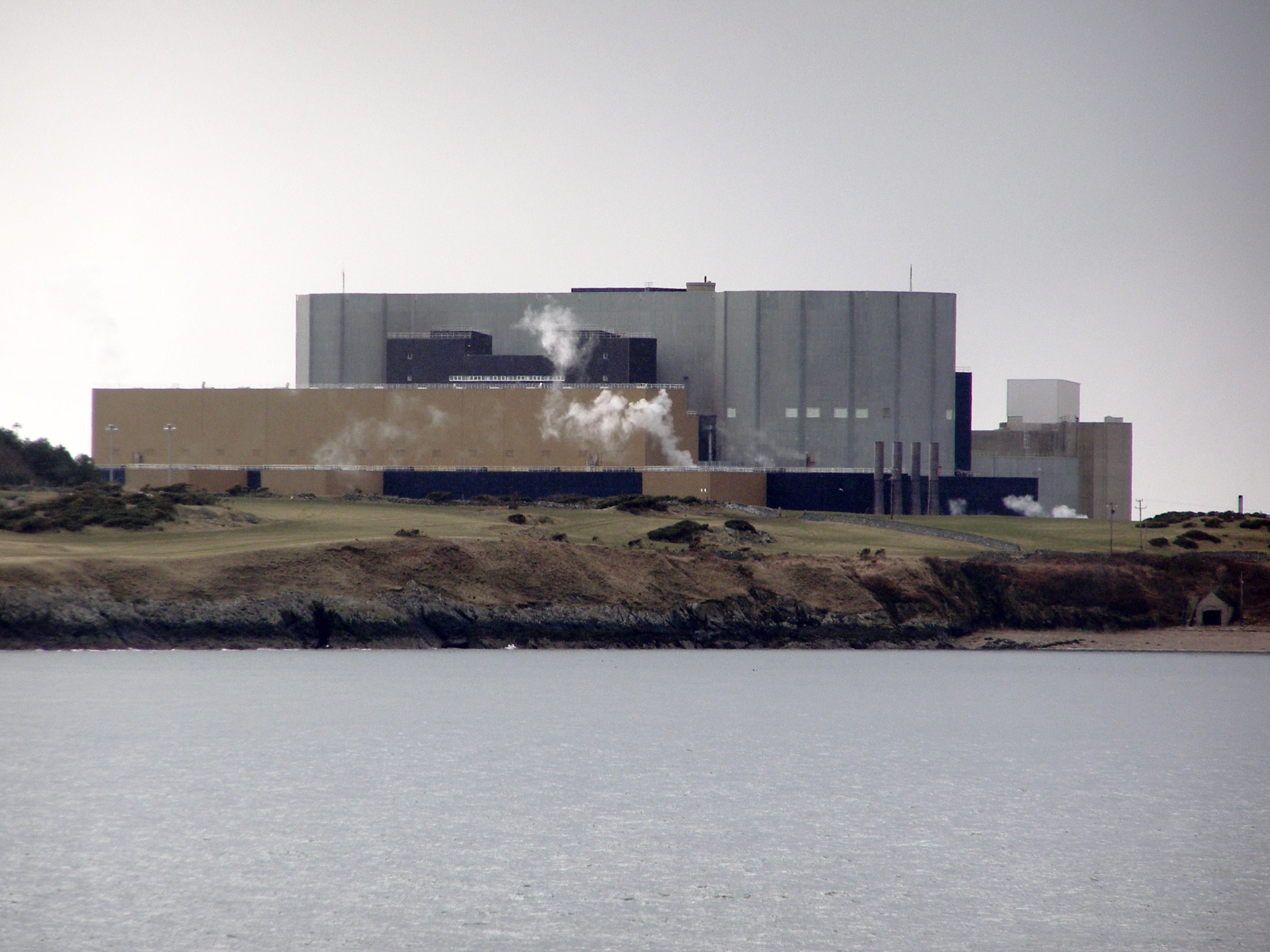

محطة ويلفا للطاقة النووية (بالإنجليزية: Wylfa Nuclear Power Station) هي محطة نووية تقع في المملكة المتحدة في أنغلزي.